# Reinhold Ranftl
Reinhold Ranftl (Kapfenstein, 24 de enero de 1992) es un futbolista austriaco que juega de defensa o centrocampista en el F. K. Austria Viena de la Bundesliga.

## Selección nacional
Ranftl fue internacional sub-17 con la selección de fútbol de Austria, y en la actualidad es internacional absoluto, después de que debutase el 19 de noviembre de 2019 frente a la selección de fútbol de Letonia, en un partido de clasificación para la Eurocopa 2020.

## Clubes
| Club                         | País     | Año       |
| ---------------------------- | -------- | --------- |
| S. K. Sturm Graz             | Austria  | 2010-2014 |
| TSV Hartberg                 | Austria  | 2014      |
| S. C. Wiener Neustadt        | Austria  | 2014-2015 |
| LASK Linz                    | Austria  | 2015-2021 |
| F. C. Schalke 04             | Alemania | 2021-2023 |
| F. K. Austria Viena (cedido) | Austria  | 2022-2023 |
| F. K. Austria Viena          | Austria  | 2023-     |